# Karl August Kroth
Karl August Kroth (* 15. Oktober 1893; † 11. Januar 1980) war ein deutscher Politiker der CSU.

## Leben und Beruf
Kroth war als Werbeleiter tätig und lebte zeitweilig in Bendorf und in Stuttgart. Am 13. April 1918 musste sich der damalige Student der Philosophie vor dem Münchner Schöffengericht verantworten, da er in der Fastenzeit eine Tanzveranstaltung organisiert hat. Er wurde zu sechs Wochen Haft verurteilt.

## Politik
1946 gehörte Kroth der Verfassunggebenden Landesversammlung an. Im November 1949 rückte er für den ausgeschiedenen Wilhelm Laforet in den Bayerischen Landtag nach, dem er bis zum Ende der Wahlperiode rund ein Jahr später angehörte. Im Landtag vertrat er den Wahlkreis Unterfranken und gehörte dem Ausschuss für sozialpolitische Fragen an.